# Hesperomorpha
Hesperomorpha is een geslacht van kevers uit de familie bladkevers (Chrysomelidae).
De wetenschappelijke naam van het geslacht werd in 1936 gepubliceerd door Ogloblin.

## Soorten
- Hesperomorpha atra (Chen, 1942)
- Hesperomorpha collaris Kimoto, 1996
- Hesperomorpha hirsuta (Jacoby, 1885)
- Hesperomorpha potanini (Ogloblin, 1936)
- Hesperomorpha taiwana Kimoto, 1996
- Hesperomorpha thailandica Kimoto, 2000